# ヴァタイ・アンタル
ヴァタイ・アンタル（Vattay Antal、1891年 - 1966年）は、ハンガリーの軍人。中将。
1912年、オーストリア・ハンガリー軍に入隊し、第一次世界大戦に従軍。戦後、ハンガリー軍に入隊。
1941年、第1騎兵旅団長としてユーゴスラビア侵攻、独ソ戦に参加した。その後、ホルティ・ミクローシュ政権の首相に任命。1942年～1944年、第1騎兵師団長兼騎兵総監。1944年7月18日から8月20日まで第2予備軍団を指揮した。
サーラシ・フェレンツの権力掌握後、ホルティの側近としてゲシュタポに逮捕された。
1945年に釈放されたが、1949年、ハンガリー当局により逮捕され、禁固10年を言い渡された。1956年、釈放。